# Getto w Brześciu Kujawskim
Getto w Brześciu Kujawskim – getto żydowskie utworzone podczas II wojny światowej przez okupantów w Brześciu Kujawskim. 

## Historia
W przededniu II wojny światowej w Brześciu Kujawskim mieszkało 633 Żydów, w 1941 roku populacja Żydów zwiększyła się z powodu napływu osób z okolicznych miejscowości.
Pod koniec 1939 roku część Żydów z miasta została wysłana do obozu pracy przymusowej w Wittenberdze. Do 1940 roku w mieście powstał Judenrat. W styczniu 1940 roku w mieście przebywało 638 Żydów, w tym 38 uchodźców. W październiku 1940 roku wszystkie żydowskie przedsiębiorstwa w mieście zostały wywłaszczone. Według Danuty Dąbrowskiej w mieście nie utworzono getta, o jego istnieniu wspomina jednak m.in. księga pamięci Włocławka.
W styczniu 1941 roku w getcie przebywało 648 Żydów, w tym 48 uchodźców. Od stycznia 1941 roku więźniowie getta wysyłani byli do obozów pracy w okolicach Poznania. 28 września 1941 roku 399 więźniów getta w Brześciu zostało deportowanych do getta łódzkiego, większość z tych osób zginęła w łódzkim getcie z powodu chorób i głodu. Na przełomie kwietnia i maja 1942 roku pozostałych w mieście Żydów (około 250) wysłano do obozu zagłady w Chełmnie nad Nerem, gdzie zostali zamordowani. Przedmioty osobiste więźniów getta zostały następnie sprzedane mieszkańcom miasta.